# چارکی‌پاره (یورغیر)
چارکی‌پاره (به ترکی استانبولی: Çarkıpare) یک منطقهٔ مسکونی در ترکیه است که در یورغیر واقع شده‌است.